# Орест Дубай
Орест Дубай (словац. Orest Dubay 15 серпня 1919, Велика Поляна — 2 жовтня 2005 р Братислава) — український і словацький художник, один з найбільших європейських художників і графіків XX століття, професор.

## Життя та творчість
Орест Дубай належав до академічної школи живопису.
Народився в українській родині в селі Велика Поляна округу Снина, якого нині не існує (був затоплений, а жителі — переселені). Середню шкільну освіту отримав у Мукачівській гімназії.
У 1939–1943 вивчає живопис і графіку у Вищій художній школі (SVŠT) Братислави. У 1948–1981 викладав на факультеті живопису педагогічного факультету Братиславського університету Коменського. Потім був ректором Вищої художньої школи, почесним членом Флорентійської Академії мистецтв.
Орест Дубай — один з найбільш відомих графіків Словаччини в період після Другої світової війни. Виставлявся на батьківщині і за кордоном з 1943 (в 1959 — перша персональна виставка в Чехословаччині). Потім послідували виставки робіт художника в Берліні, Багдаді, Будапешті, Ростоку, Дюссельдорфі, Варні, Флоренції, Улан-Баторі, Каїрі та ін. В 1980 створює графічний цикл Dvanásť grafík, присвячений природі Татрів. Член спілки художників і любителів графіки (з 1948). У 1989 передав значну частину своїх робіт Художньому музею в Гуменному.

## Нагороди
У 1977 художникові було присвоєне звання Народного художника, а також Великий приз на бієнале словацької графіки в Банській Бистриці. У 1981 знову був нагороджений премією на конкурсі сучасної словацької графіки в Банській Бистриці.